# Karl Erich Born
Karl Erich Born (* 24. April 1922 in Minden; † 23. März 2000 in Tübingen) war ein deutscher Wirtschafts- und Sozialhistoriker.
Born studierte nach dem Abitur in Trier 1939 Geschichte und Klassischen Philologie an der Universität Leipzig bis zum Sommersemester 1941. Es folgten Kriegsdienst und Kriegsgefangenschaft in der Sowjetunion bis 1949. Mit dem Wintersemester 1949/50 setzte er sein Studium an der Universität Köln fort. Nach dem ersten Staatsexamen für das höhere Lehramt 1952 wurde er im Jahre 1953 bei Peter Rassow an der Universität zu Köln promoviert und habilitierte sich dort 1957. Nach mehrjähriger Tätigkeit in Köln als wissenschaftlicher Assistent bzw. Dozent wurde Born 1962 auf einen neu geschaffenen Lehrstuhl für Wirtschafts- und Sozialgeschichte an der Rechts- und Staatswissenschaftlichen Fakultät (später: Wirtschaftswissenschaftliche Fakultät) der Eberhard Karls Universität Tübingen berufen, den er bis 1989 innehatte. Sein Nachfolger wurde Hans-Peter Ullmann. Er war Mitherausgeber der Quellensammlung zur Geschichte der deutschen Sozialpolitik 1867 bis 1914 bei der Akademie der Wissenschaften und der Literatur in Mainz und der 8. und 9. Auflage des dritten Bandes von Gebhardts Handbuch der deutschen Geschichte.
Seine Forschungsschwerpunkte waren die deutsche Wirtschafts- und Sozialgeschichte des 19. und 20. Jahrhunderts sowie die Bankengeschichte.

## Schriften (Auswahl)
- Der Wandel des Friedrich-Bildes in Deutschland während des 19. Jahrhunderts. Philosophische Dissertation, Köln 1953.
- Staat und Sozialpolitik seit Bismarcks Sturz. Ein Beitrag zur Geschichte der innenpolitischen Entwicklung des Deutschen Reiches 1890–1914. Steiner, Wiesbaden 1957.
- (Hrsg. mit Peter Rassow): Akten zur staatlichen Sozialpolitik in Deutschland 1890–1914 (= Historische Forschungen, Band 3). Steiner, Wiesbaden 1959.
- Sozialpolitische Probleme und Bestrebungen in Deutschland von 1848 bis zur Bismarckschen Sozialgesetzgebung. In: Vierteljahrschrift für Sozial- und Wirtschaftsgeschichte. Band 46, 1959, S. 29–44.
- (Hrsg.): Bismarck-Bibliographie. Quellen und Literatur zur Geschichte Bismarcks und seiner Zeit. Grote, Köln 1966.
- (Hrsg.): Moderne deutsche Wirtschaftsgeschichte (= Neue wissenschaftliche Bibliothek, Band 12). Kiepenheuer & Witsch, Köln 1966.
- (Mit-Hrsg.): Quellensammlung zur Geschichte der deutschen Sozialpolitik 1867–1914. Steiner, Stuttgart 1966 ff.
- Die deutsche Bankenkrise 1931. Finanzen und Politik. Piper, München 1967.
- Geschichte der Wirtschaftswissenschaften an der Universität Tübingen 1817–1967. Staatswirtschaftliche Fakultät, Staatswissenschaftliche Fakultät, Wirtschaftswissenschaftliche Abteilung der Rechts- und Wirtschaftswissenschaftlichen Fakultät. Mohr, Tübingen 1967.
- Preußen und Deutschland im Kaiserreich (= Tübinger Universitätsreden, Heft 28). Mohr, Tübingen 1967.
- (Hrsg. mit Herbert Grundmann): Gebhardt. Handbuch der deutschen Geschichte. Band 3: Von der Französischen Revolution bis zum Ersten Weltkrieg. Klett, Stuttgart 1960, darin das Kapitel: Von der Reichsgründung bis zum Ersten Weltkrieg. 9., neu bearbeitete Auflage, Klett, Stuttgart 1970 (Band 16 der Taschenbuchausgabe, dtv, München 1988).
- Die Entwicklung der Banknote vom "Zettel" zum gesetzlichen Zahlungsmittel. Steiner, Wiesbaden 1972.
- Moritz von Sachsen und die Fürstenverschwörung gegen Karl V.  (= Libelli, Band 340). Wissenschaftliche Buchgesellschaft, Darmstadt 1972, ISBN 3-534-06082-2.
- Geld und Banken im 19. und 20. Jahrhundert (= Kröners Taschenausgabe, Band 428). Kröner, Stuttgart 1977, ISBN 3-520-42801-6.
  - Englische Ausgabe: International Banking in the 19th and 20th centuries. St. Martins Press, New York 1983.
- Wirtschafts- und Sozialgeschichte des Deutschen Kaiserreichs. Steiner, Wiesbaden 1985, ISBN 3-515-02419-0.
- (Mitautor): Europäische Bankengeschichte. Hrsg. von Hans Pohl. Knapp, Frankfurt/M. 1993, ISBN 3-7819-0518-7.
- Internationale Kartellierung einer neuen Industrie. Die Aluminium-Association 1901–1915. Steiner, Stuttgart 1994.
- (Mitautor): Handbuch der preußischen Geschichte. Band 3: Vom Kaiserreich zum 20. Jahrhundert und große Themen der Geschichte Preußens. De Gruyter, Berlin 2001, ISBN 3-11-014092-6.